# Parcona (distrito)
Parcona é um distrito do Peru, departamento de Ica, localizada na província de Ica.

## Transporte
O distrito de Parcona não é servido pelo sistema de estradas terrestres do Peru.